# Armorial de la maison d'Aviz
Cette page donne les armoiries (figures et blasonnements) des membres de la dynastie d'Aviz. 

## Ancêtres des Aviz
| Figure | Prince et blasonnement |
|        | Rois de Portugal (1247-1383) - dynastie de Bourgogne d'argent aux cinq écus d'azur disposés en croix, chaque écu chargé de cinq besants d'argent disposés en sautoir, à la bordure de gueules chargée de onze châteaux d'or, donjonnés de trois tours, ouverts et ajourés d'azur |
|        | Ordre de St. Benoît d'Aviz Avant son ascension au trône (1385), Jean Ier, fils naturel du roi Pierre Ier (dynastie de Bourgogne), était le grand maître de l'ordre d'Aviz d’argent, à la croix fleurdelisée de sinople                                                           |

## Les Aviz-Directs
| Figure | Prince et blasonnement |
|        | Jean Ier de Portugal, portés ensuite par les rois de Portugal qui lui succèdent jusqu'à Jean II. d'argent aux cinq écussons d'azur disposés en croix, l'écussons latérales couchés, chaque écusson chargé de cinq besants d'argent disposés en sautoir, à la bordure de gueules chargée de douze châteaux d'or, donjonnés de trois tours, ouverts et ajourés d'azur et chargé des quatre bouts évidents d'une croix fleurdelisé de sinople,. |
|        | Pierre, dit l'Infant des sept parties (1392-1449), 1er duc de Coimbra, duc de Trévise, deuxième fils de Jean Ier d'argent, à cinq écussons d'azur, posés en croix, les deux de flanc mis de côté, chaque écusson chargé de cinq besants du champ, posés en sautoir, à la bordure de gueules, chargée de douze châteaux d'or, donjonnés de trois tours, ouverts et ajourés d'azur, aux quatre fleurs de lys de sinople, brisé d'un lambel d'argent, chaque pendant chargé de trois mouchetures d'hermine. |
|        | Jean de Coimbra (1431-1457), infant de Portugal et prince d'Antioche, fils du précédent. écartelé, au I d'argent, à la croix potencée d'or, cantonnée de quatre croisettes du même (qui est de Jérusalem), au II contre-écartelé au 1 et 4 d'argent au cinq écussons d'azur disposés en croix, les écussons latéraux couchés, chaque écusson chargé de cinq besants d'argent disposés en sautoir, à la bordure de gueules chargée de neuf châteaux d'or, donjonnés de trois tours, ouverts et ajourés d'azur et chargé des quatre bouts évidents d'une croix fleurdelisé de sinople (qui est de Portugal) et au 2 et 3 contre-écartelé au 1 et 4 d'azur à trois fleurs de lys d'or (qui est de France) et au 2 et 3 de gueules aux trois léopards d'or, au III d'or au lion de gueules, armé, lampassé et couronné d'azur (qui est d'Arménie) et au IV d'argent au lion de gueules, armé, lampassé et couronné d'or, brochant sur le tout (qui est de Chypre), sur le tout burelé d'argent et d'azur de huit pièces, au lion de gueules, armé, lampassé et couronné d'or, brochant sur le tout (qui est de Lusignan-Chypre). |
|        | Jacques de Coimbra (1433-1459), infant de Portugal, évêque d'Arras, évêque de Paphos et archevêque de Lisbonne. Troisième fils de l'infant Pierre, duc de Coimbra écartelé, au I et IV d'argent, à cinq écussons d'azur, posés en croix, les deux de flanc mis de côté, chaque écusson chargé de cinq besants du champ, posés en sautoir, à la bordure de gueules, chargée de douze châteaux d'or, donjonnés de trois tours, ouverts et ajourés d'azur, aux quatre fleurs de lys de sinople, brisé d'un lambel d'argent, chaque pendant chargé de trois mouchetures d'hermine (qui est d'Aviz-Coimbra), et au II et III d'or à 4 pals de gueules (qui est d'Aragon). |
|        | Henri, dit le Navigateur (1394-1460), 1erduc de Viseu, troisième fils de Jean Ier d'argent, à cinq écussons d'azur, posés en croix, les deux de flanc mis de côté, chaque écusson chargé de cinq besants du champ, posés en sautoir, à la bordure de gueules, chargée de douze châteaux d'or, donjonnés de trois tours, ouverts et ajourés d'azur, aux quatre fleurs de lys de sinople, brisé d'un lambel d'azur, chaque pendant chargé de trois fleur de lys d'or. |
|        | Jean, dit l'Infant Connétable (1400-1442), 3e connétable de Portugal, quatrième fils de Jean Ier d'argent, à cinq écussons d'azur, posés en croix, les deux de flanc mis de côté, chaque écusson chargé de cinq besants du champ, posés en sautoir, à la bordure de gueules, chargée de douze châteaux d'or, donjonnés de trois tours, ouverts et ajourés d'azur, aux quatre fleurs de lys de sinople, brisé d'un lambel d'or, chaque pendant chargé d'un flanc dextre de gueules. |
|        | Ferdinand, dit le Saint Infant (1402-1443), grand-maître de l’ordre d'Aviz, fils cadet de Jean Ier d'argent, à cinq écussons d'azur, posés en croix, les deux de flanc mis de côté, chaque écusson chargé de cinq besants du champ, posés en sautoir, à la bordure de gueules, chargée de huit châteaux d'or, donjonnés de trois tours, ouverts et ajourés d'azur, et de deux léopards d'or en chef aux quatre fleurs de lys de sinople. |
|        | Alphonse V de Portugal (1432-1481), fils aîné d'Édouard Ier. Pendant la guerre de Succession de Castille, Alphonse V est proclamé aussi roi de Léon et Castille (1475-1479) et portait des armes écartelé de Portugal-Aviz et de Castille-Leon. écartelé en 1 et 4 d'argent aux cinq écussons d'azur disposés en croix, l'écussons latérales couchés, chaque écusson chargé de cinq besants d'argent disposés en sautoir, à la bordure de gueules chargée de neuf châteaux d'or, donjonnés de trois tours, ouverts et ajourés d'azur et chargé des quatre bouts évidents d'une croix fleurdelisé de sinople, et en 2 et 3 contre-écartelé en 1 et 4, de gueules au château d'or ouvert et ajouré d'azur et en 2 et 3 d'argent au lion de pourpre armé, lampassé et couronné d'or. |
|        | Jean II de Portugal fils et successeur d'Alphonse V d'argent au cinq écus d'azur disposés en croix, chaque écu semé de besants d'argent, à la bordure de gueules chargée de sept châteaux d'or, donjonnés de trois tours, ouverts et ajourés d'azur, Reforme de 1485 - portés ensuite par les rois de Portugal qui lui succèdent jusqu'à la fin de la monarchie (1910). |

## La branche Aviz-Beja
| Figure | Prince et blasonnement |
|        | Ferdinand (1433-1470), 1er duc de Beja, 2e duc de Viseu, fils cadet d'Édouard Ier d'argent, à cinq écussons d'azur, posés en croix, les deux de flanc mis de côté, chaque écusson chargé de cinq besants du champ, posés en sautoir, à la bordure de gueules, chargée de douze châteaux d'or, donjonnés de trois tours, ouverts et ajourés d'azur, aux quatre fleurs de lys de sinople, le tout brisé d'un lambel d'argent à deux pendants chargés de Sicile. |
|        | Rois de Portugal - Manuel Ier, fils du précédent, premier roi de la branche Aviz-Beja. Il était le 4e duc de Beja avant de succéder à son cousin Jean II dans le trône (1495) d'argent à cinq écussons d'azur disposés en croix, chaque écusson chargé de cinq besants d'argent, à la bordure de gueules chargée de sept châteaux d'or |
|        | Prince Héritier de Portugal - prince Jean, fils aîné de Manuel Ier (Jean III après la mort de son père) d'argent à cinq écussons d'azur disposés en croix, chaque écusson chargé de cinq besants d'argent, à la bordure de gueules chargé de sept châteaux d'or, le tout brisé d'un lambel d'or. |
|        | Infant Luis, 5e duc de Beja - deuxième fils de Manuel Ier d'argent à cinq écussons d'azur disposés en croix, chaque écusson chargé de cinq besants d'argent, à la bordure de gueules chargé de sept châteaux d'or, le tout brisé d'un lambel d'or, le premier pendant chargé de Castille et Léon |
|        | Infant Fernando, duc de Guarda - troisième fils de Manuel Ier d'argent à cinq écussons d'azur posés en croix, chaque écusson chargé de cinq besants d'argent, à la bordure de gueules chargé de sept châteaux d'or, le tout brisé d'un lambel, le premier pendant chargé de Castille et Léon, et le troisième chargé d'Aragon. |
|        | Infant Duarte, duc de Guimarães - fils cadet de Manuel Ier d'argent à cinq écussons d'azur disposés en croix, chaque écusson chargé de cinq besants d'argent, à la bordure de gueules chargé de sept châteaux d'or, le tout brisé d'un lambel d'or, le premier pendant chargé de Castille et Léon, le deuxième chargé de Hongrie ancien et Jerusalem, et le troisième chargé de Sicile. |
|        | Isabelle de Portugal - fille aînée de Manuel Ier et femme de Charles Quint parti en I, d'or, à l'aigle bicéphale de sable, membrée, becquée et liée de gueules, sur le tout coupé : en chef parti en 1 écartelé en 1 et 4, de gueules au château d'or ouvert et ajouré d'azur et en 2 et 3 d'argent au lion de gueules armé, lampassé et couronné d'or, en 2 parti en 1 d'or à quatre pals de gueules et en 2 écartelé en sautoir d'or aux quatre pals de gueules et d'argent à l'aigle de sable, accompagné en pointe d'argent à une grenade de gueules, tigée et feuillée de sinople ; et en pointe écartelé en 1 de gueules à la fasce d'argent, en 2 d'azur semé de fleurs de lys d'or à la bande componée d'argent et de gueules, en 3 bandé d'or et d'azur de six pièces, à la bordure de gueules et en 4 de sable au lion d'or, armé et lampassé de gueules, sur le tout parti d'or au lion de sable armé, couronné et lampassé de gueules et d'argent à l'aigle éployé de gueules, membré et becqué d'or et en II, d'argent au cinq écussons d'azur disposés en croix, chaque écusson chargé de cinq besants d'argent disposés en sautoir, à la bordure de gueules chargé de sept châteaux d'or, donjonnés de trois tours, ouverts et ajourés d'azur |

## Les branches bâtards
| Figure | Prince et blasonnement |
|        | Les Bragance, ducs de Bragance Issues d'Alphonse, 1er duc de Bragance et 8e comte de Barcelos, enfant illégitime du roi Jean Ier d'argent, au sautoir de gueules chargé avec cinq écussons d'azur, chaque écusson chargé de cinq besants d'argent                                                                  |
|        | Les Manoel, marquises de Tancos Issues de João-Manoel, évêque de Guarda, évêque de Ceuta, primat d’Afrique, fils naturel du roi Édouard Ier écartelé, en 1 et 4 de gueules une main droite ailée d’or tenant une épée d’argent cloutée d’or, en 2 et 3 d’argent au lion de pourpre couronné d’or.                  |
|        | Les Lancastre, ducs d’Aveiro Issues de l'infant Georges de Lancastre, 2e duc de Coimbra, fils naturel du roi Jean II d'argent à cinq écussons d'azur posés en croix, chaque écusson chargé de cinq besants d'argent, à la bordure de gueules chargé de sept châteaux d'or, sur le tout un filet en barre de sable. |
|        | Les « Portugal-Nassau », marquises de Trancoso Issue du mariage du prince Manuel (fils naturel du prétendant Antoine de Portugal) avec Émilie van Nassau, princesse d'Orange (fille de Guillaume Ier d’Orange-Nassau) Le prétendant Antoine, lui aussi, était un fils naturel de l’infant Luís, 5e duc de Beja     |